# August Jernberg

August Jernberg, Selbstporträt, 1855

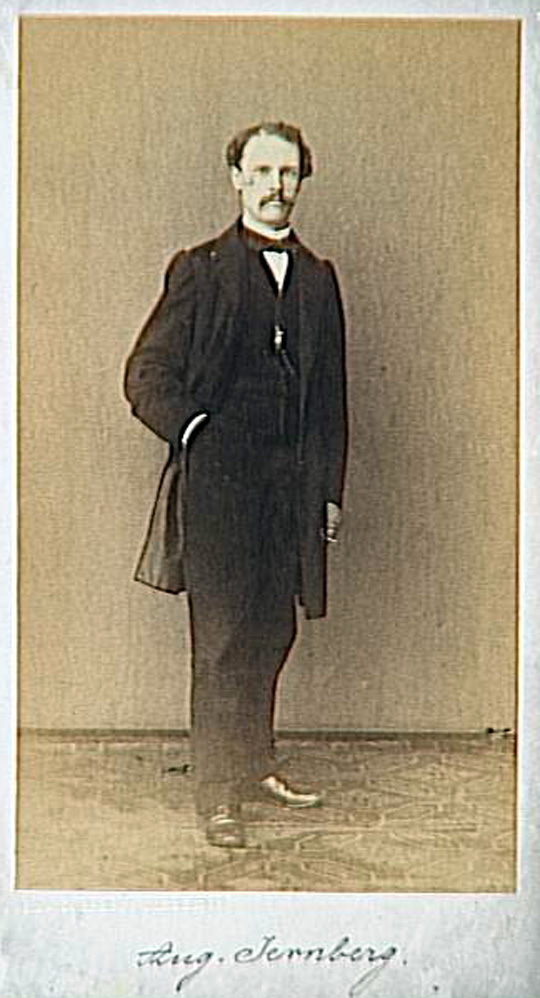
Porträtfoto von Arnold Overbeck, Gebr. G. & A. Overbeck in Düsseldorf

August Jernberg (* 16. September 1826 in Gävle; † 22. Juni 1896 in Düsseldorf) war ein schwedischer Maler der Düsseldorfer Schule.

## Leben
August Jernberg wurde als uneheliches Kind des Großhandelskaufmanns und Reeders Olof Jernberg der Jüngere und seiner Haushälterin Anna Maria Lindström geboren. Der frühe Tod seines Vaters am 16. Oktober 1840 und das ihm als einziges Kind zufallende Erbe ermöglichte ihm eine künstlerische Ausbildung.
Jernberg war anfangs Schüler der Kungliga Konsthögskolan Stockholm und ging zunächst 1847 nach Paris, wo er bei Thomas Couture studierte, bevor er 1851 nach Düsseldorf zog, wo er sich weiter ausbildete. Dort nahm er seinen Wohnsitz in der Schadowstraße Nr. 66 und wurde in die Kunstakademie Düsseldorf als Mitglied aufgenommen. Von 1855 bis zu seinem Tod war er zudem Mitglied des Künstlervereins Malkasten. Er wohnte in Düsseldorf unter anderem ab 1865 in der Rosenstraße 7, hatte sein Atelier auf der Jägerhofstraße, wurde dann Eigentümer der Rosenstraße Nr. 5, ab 1889 hatte er seinen Wohnsitz in der Duisburger Straße 62. Sein Sohn Olof Jernberg, geboren 1855 in Düsseldorf, wuchs im Milieu der Malerschule auf, kam mit 15 Jahren an die Akademie, und wurde ebenfalls Maler. Seine Tochter Anna Margarethe (1862–1916) heiratete den Journalisten, Musikschriftsteller und Biografen Josef Schrattenholz.

## Werke (Auswahl)

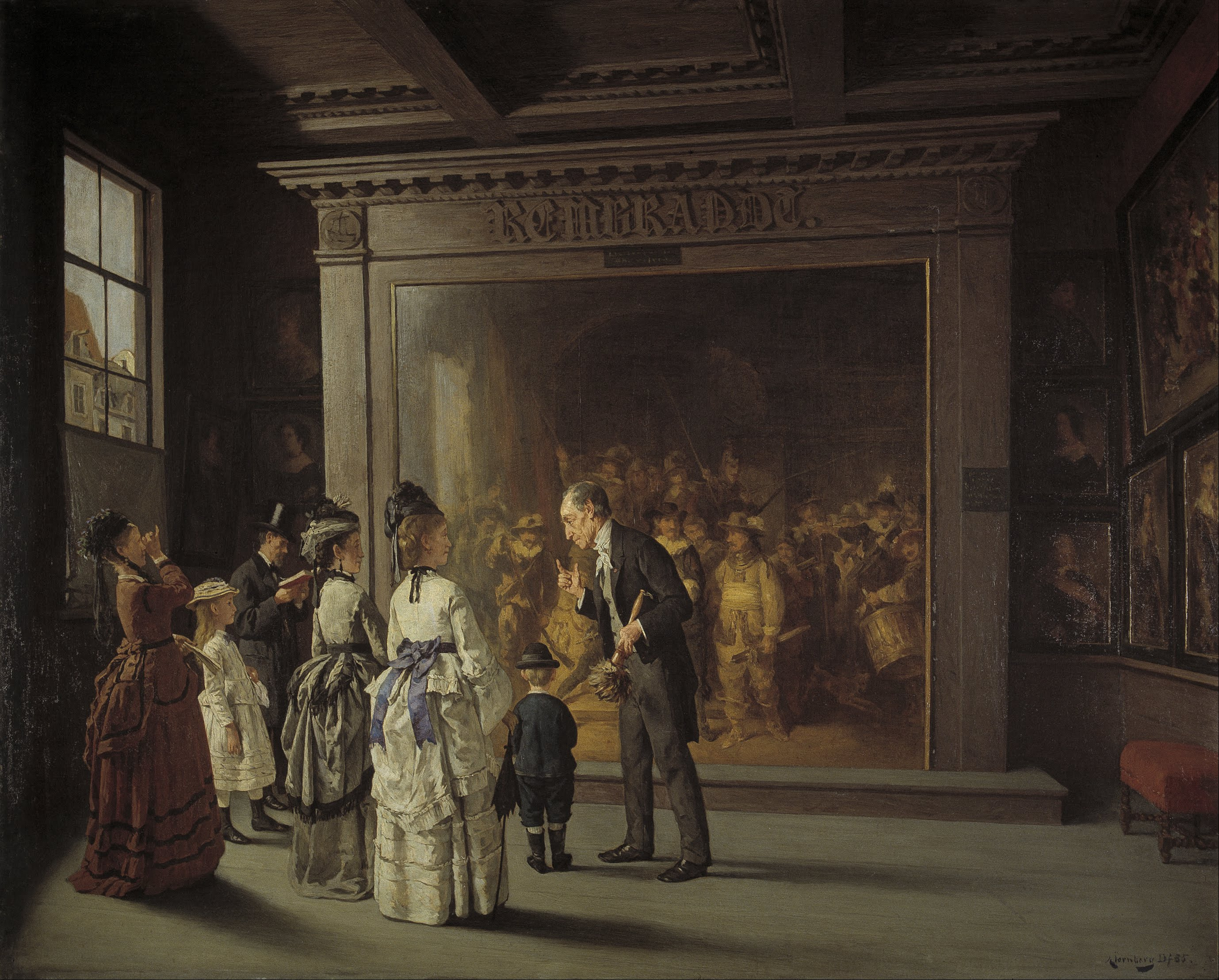
Die Besucher vor Rembrandts Nachtwache in Amsterdam, 1885

Er begann mit einigen historischen Genrebildern, wandte sich aber bald mit größerem Glück der Darstellung von Dorfgeschichten zu, die er mit drastischer Charakteristik und viel Humor behandelt. Zu den besten gehören:
- Das Unglück im Maleratelier
- Die Überredung (1864)
- Der Klarinettist
- Die neue und die zerbrochene Pfeife
- Der erste Gang zur Schule
- Maler auf der Studienreise (1869)
- Die Besucher vor Rembrandts Nachtwache in Amsterdam (1885)
- Der Bär auf dem Jahrmarkt
- Der Großvater als Kinderwärterin
- Der Marktplatz in Düsseldorf
- Porträt Carl Jungheim[7]

Auch als Stilllebenmaler war er von Bedeutung. Sein Sohn Olof Jernberg (1855–1935) wurde als Landschaftsmaler von Klippen und Küsten bekannt.